# Protection Cove
Die Protection Cove (englisch für Schutzbucht) ist eine 5 km breite Bucht an der Pennell-Küste im Norden des ostantarktischen Viktorialands. Sie östlich des Kap Kløvstad am das Kopfende der Robertson Bay westlich der Adare-Halbinsel.
Teilnehmer der britischen Southern-Cross-Expedition (1898–1900) unter der Leitung des norwegischen Polarforschers Carsten Egeberg Borchgrevink kartierten sie. Borchgrevink benannte sie so, weil das Forschungsschiff Southern Cross hier während eines Sturms Schutz gefunden hatte.